# Ткач Василь Євгенович
Василь Євгенович Ткач — директор радгоспу «Усть-Удинський» Усть-Удинського району Іркутської області, Герой Соціалістичної Праці (1971).

## Біографія
Народився в Україні, в родині хліборобів. Після народження Василя сім'я була заслана в село Максимовщина Східно-Сибірської губернії.
В 1941 році призваний в Червону армію. Служив командиром артилерійського розрахунку. Був поранений. На Малій Землі отримав медаль «За бойові заслуги». Василь Євгенович отримав орден Червоної Зірки.
Після війни оселився в селі Мамони. Працював зоотехніком у місцевому радгоспі. У 1963 призначений директором радгоспу «Усть-Удинський». Під керівництвом Василя Євгеновича радгосп став в Іркутській області одним з перших за всіма показниками.

## Нагороди
У 1971 В.Є. Ткач був удостоєний звання Героя Соціалістичної Праці.